# Château de Séchilienne
Le château de Séchilienne est un ancien château fort, dont la construction commença au XIIIe siècle. Remanié aux XVIe et XIXe siècles il est incendié en 1944, ses ruines sont situées à Séchilienne, en France.

## Localisation
Le château est situé sur le territoire de la commune de Séchilienne, au lieu-dit le château, rue du château, près de Grenoble. Il est construit sur le haut d'une colline, dominant la vallée de la Romanche ainsi que plusieurs hameaux, dans le département de l'Isère, en région Auvergne-Rhône-Alpes.

## Description
Le château se compose d’un vaste quadrilatère d'environ 17 m de façade par 20 m de profondeur, flanqué par une tour ronde et un donjon circulaire, plus massif. Dans le donjon, des planchers encore en place ont été datés de 1455 grâce à une analyse dendrochronologique.
L'édifice originel (XIIIe siècle) fut complété au XVe siècle : une tour circulaire identique au donjon est alors construite, abritant un escalier à vis. L'état de conservation de cette tour est encore de nos jours exceptionnel, on peut ainsi observer mâchicoulis, créneaux, archères et toiture en poivrière.
La forteresse mute en château d'agrément au XVIIe siècle ; de grandes baies sont percées dans le corps de logis. 
La dernière modification intervient à la fin du XIXe siècle lorsque sont ajoutés plusieurs éléments, dont les deux tourelles néo-médiévales.
Les espaces verts sont à présent accessibles au public (aire de piquenique, bassin).

## Historique
Cette châtellenie était à la fin du haut Moyen Âge l'une des plus solides du futur Dauphiné. Bâtie par la puissante famille Alleman, le château deviendra la deuxième plus importante châtellenie de cette grande famille dauphinoise, après Uriage.
C'est Aymar Alleman qui acquit les terres de Séchilienne en 1226 du Dauphin André et la branche des Alleman de Séchilienne s'y maintient jusqu'à la fin du XVIe siècle..
Au XVIe siècle, les guerres de Religion divisent la famille et le château est cédé.
Le 12 août 1944, ce qui reste de la 157e division d'infanterie allemande incendie le château afin d'empêcher les résistants du maquis de l'Oisans d'y entreposer des armes et munitions.
En 1949, la commune rachète le château à l'abandon.
Fin 2019, une campagne de financement et de restauration est lancée par quatre étudiants de l'école de management de Grenoble (GEM) pour le château et son jardin. La plateforme Dartagnans assiste ces volontaires dans leur levée de fonds, qui lève avec succès plus de 20 000 € pour le débroussaillage et la sécurisation des lieux. Depuis fin 2020, des étudiants de la promotion suivante ont repris ce flambeau afin de poursuivre son financement et son entretien.
Comme celles du château d'Uriage, certaines de ses archives sont conservées aux archives départementales de l'Isère.

### Galerie

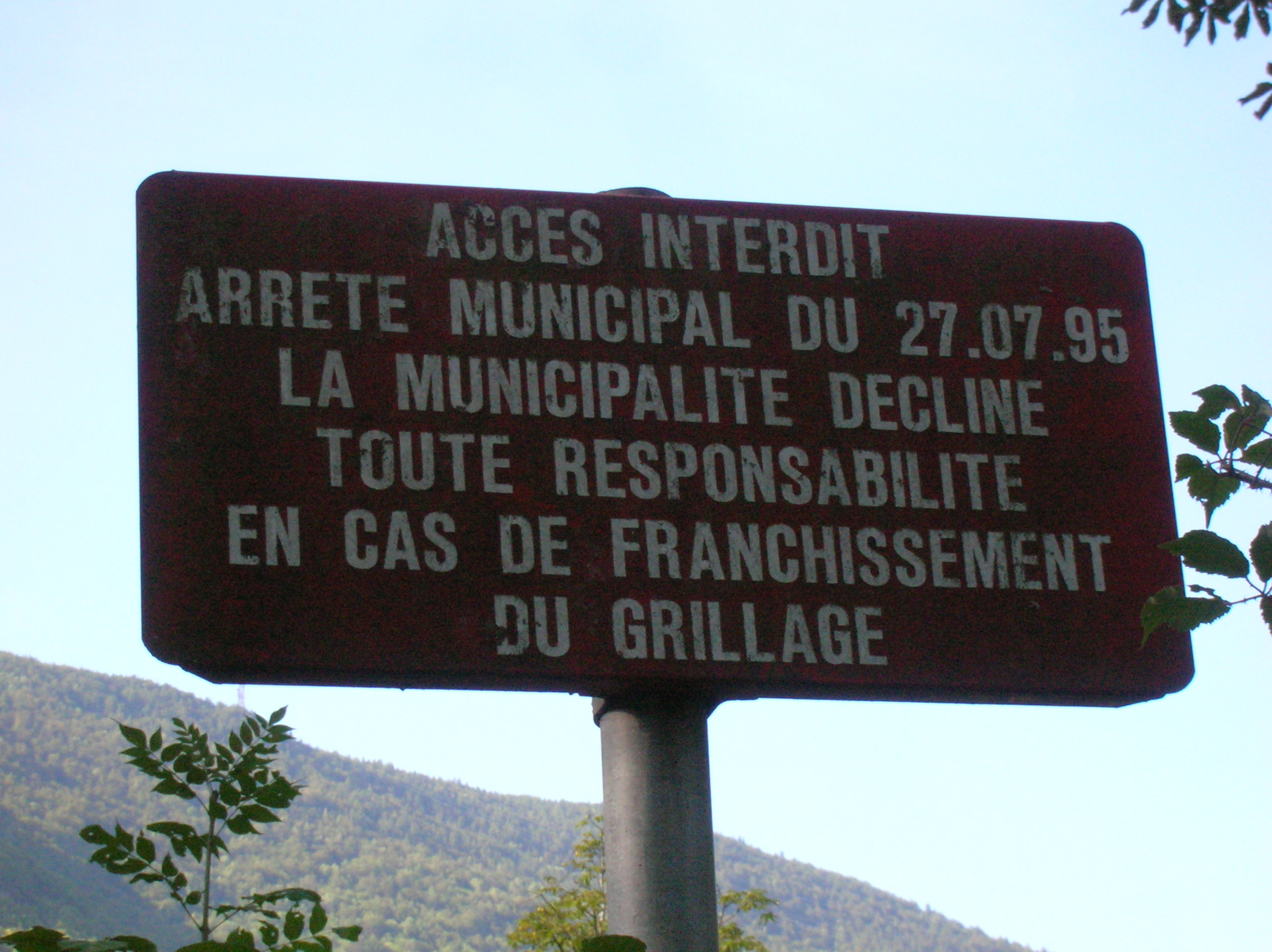
De 1995 aux années 2010, l'enceinte du château des Alleman est interdite au public.
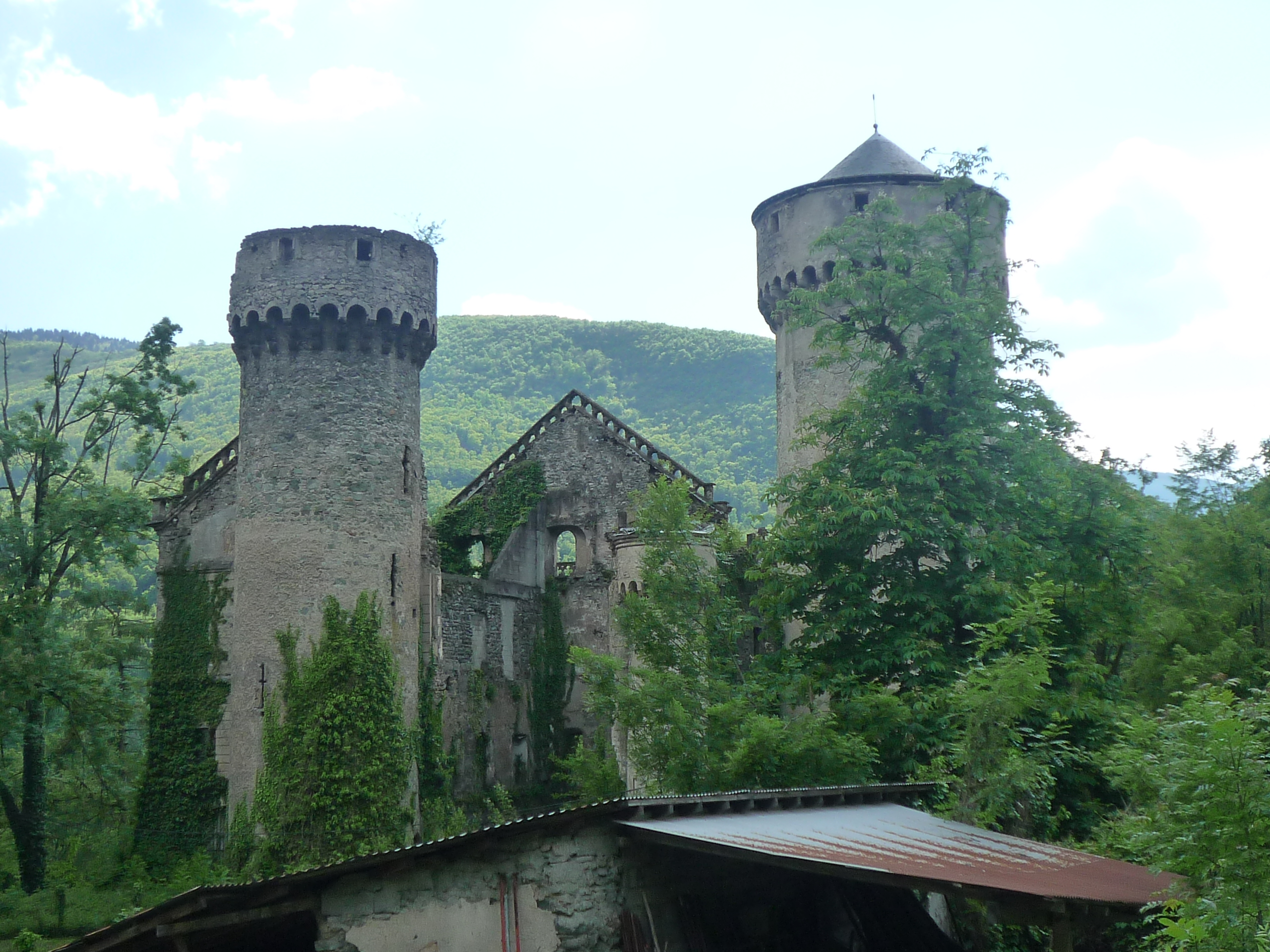
Ruines du château, en mai 2013.
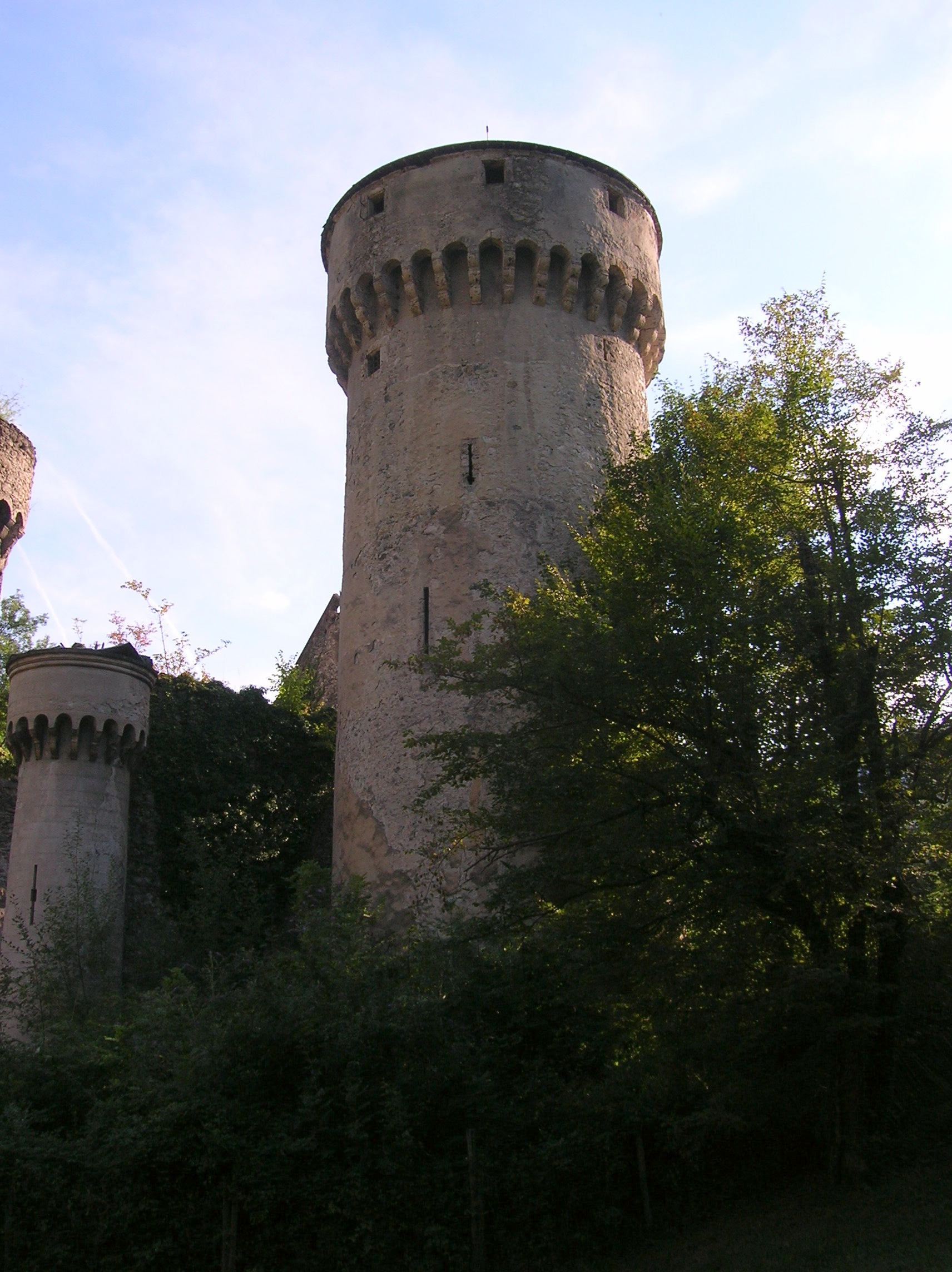
Donjon du XVe siècle en très bon état de conservation (octobre 2015).
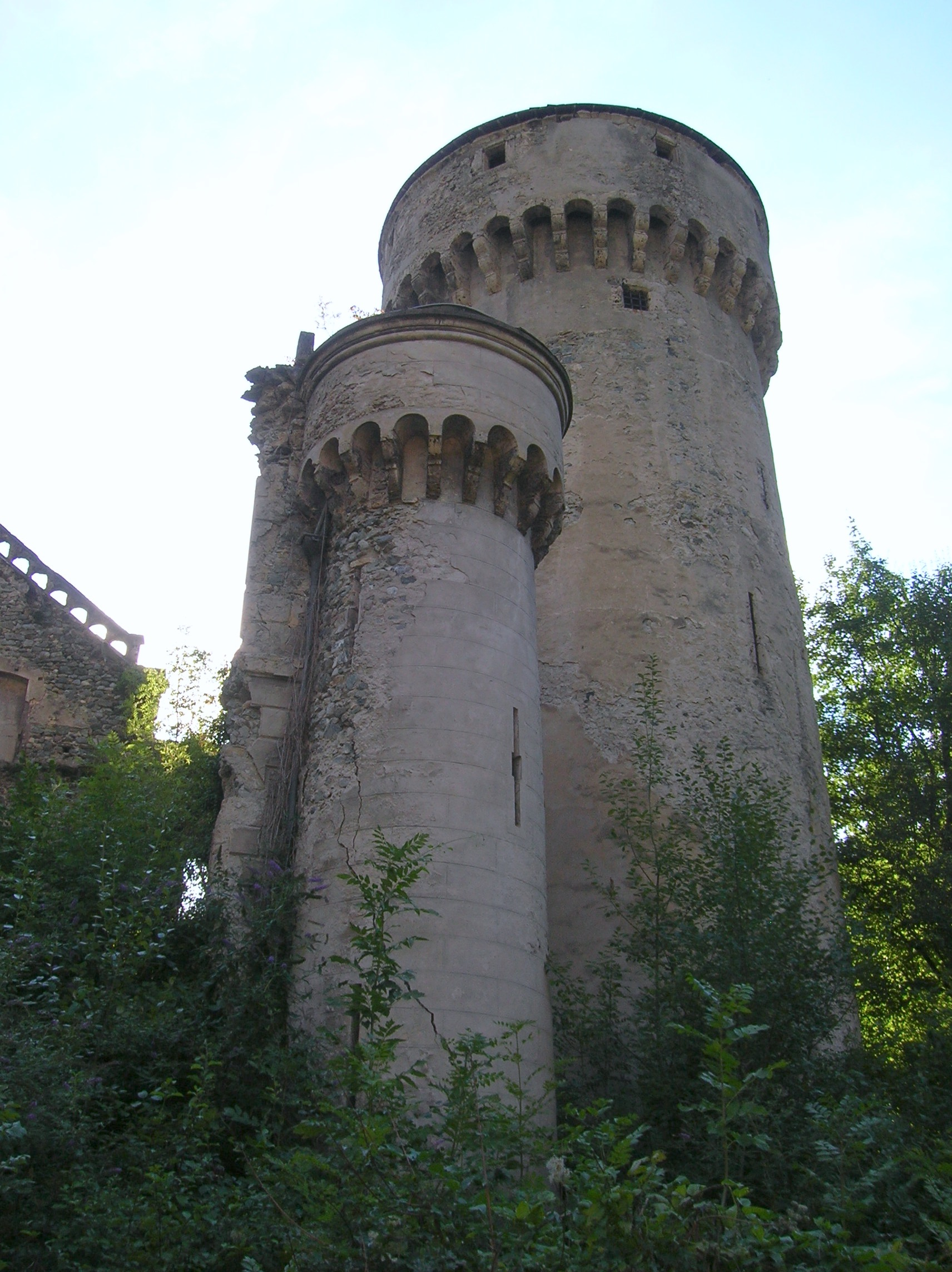
Tourelle (ajout du XIXe siècle) et donjon (XVe siècle).
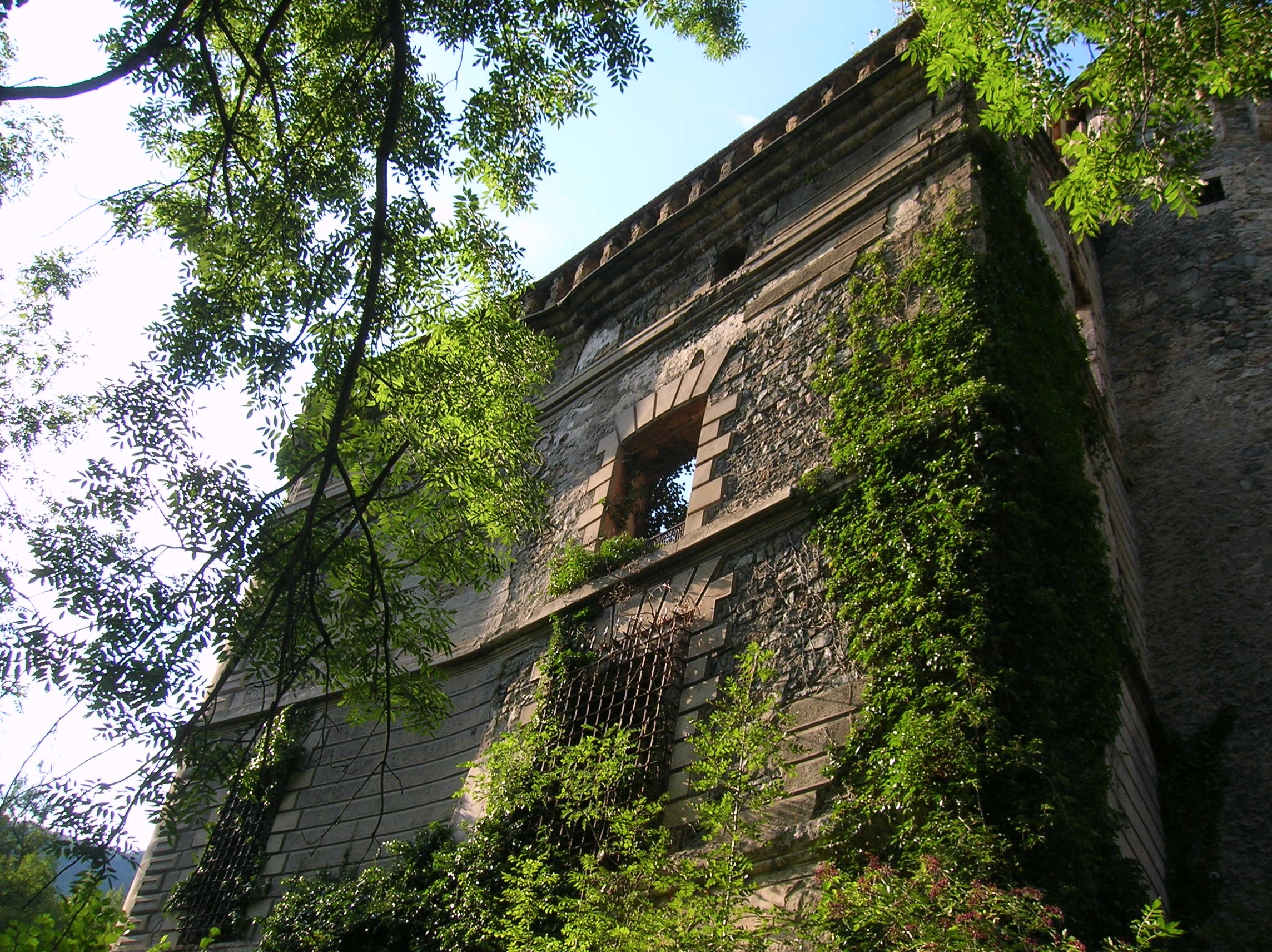
Corps de logis (2015)
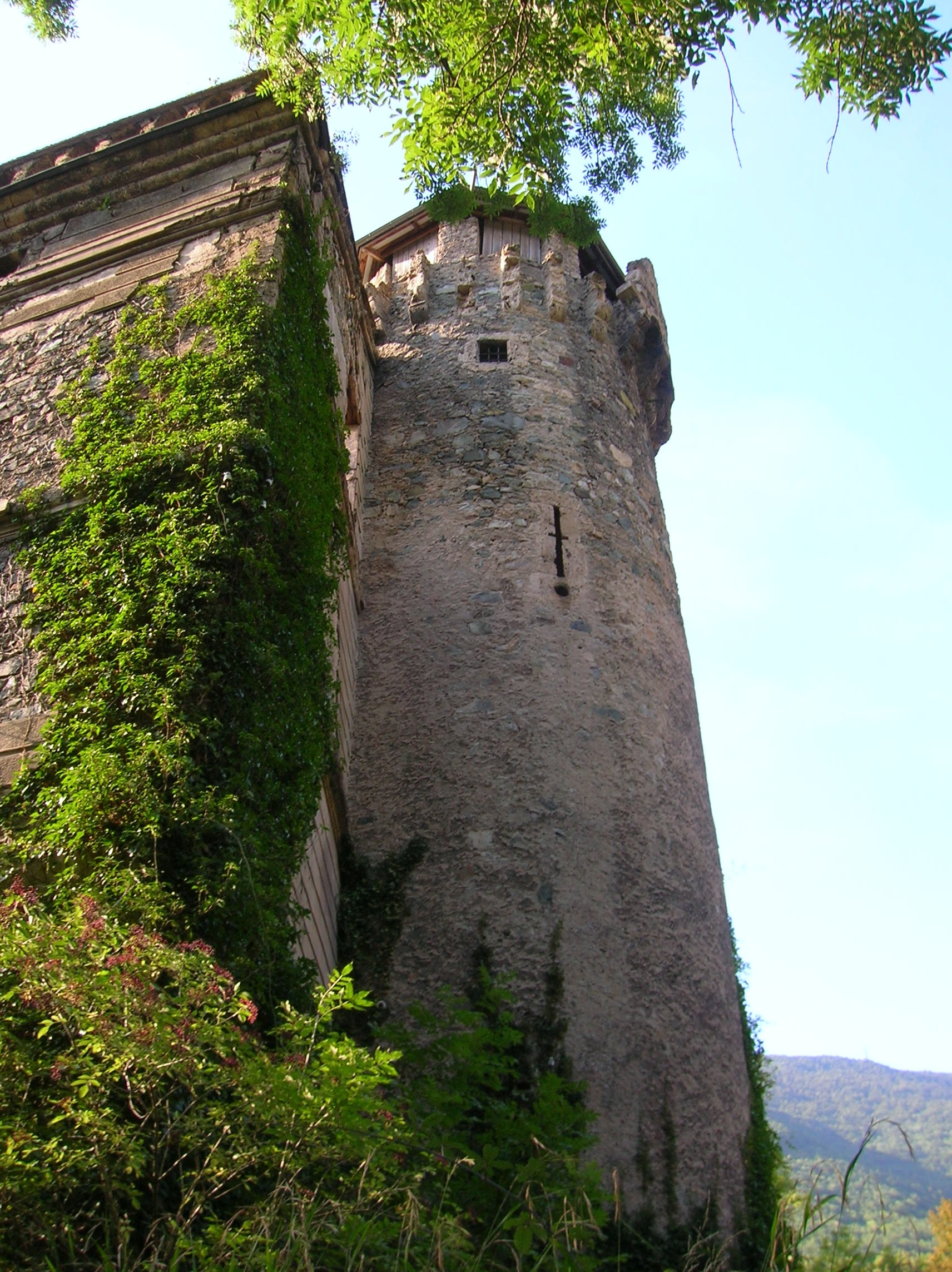
Tour d'angle du corps de logis (au nord).
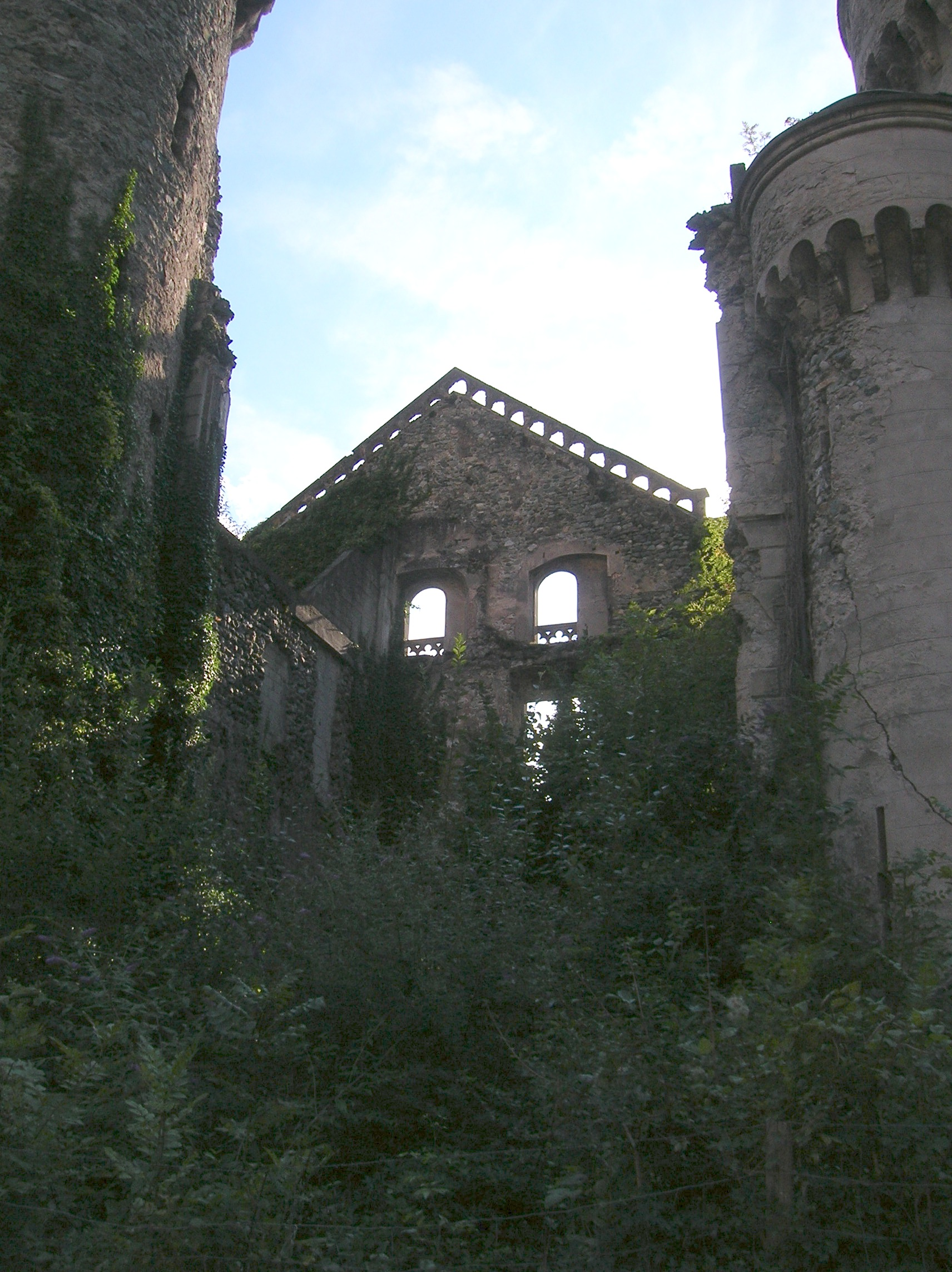
Profil du corps de logis (2015)
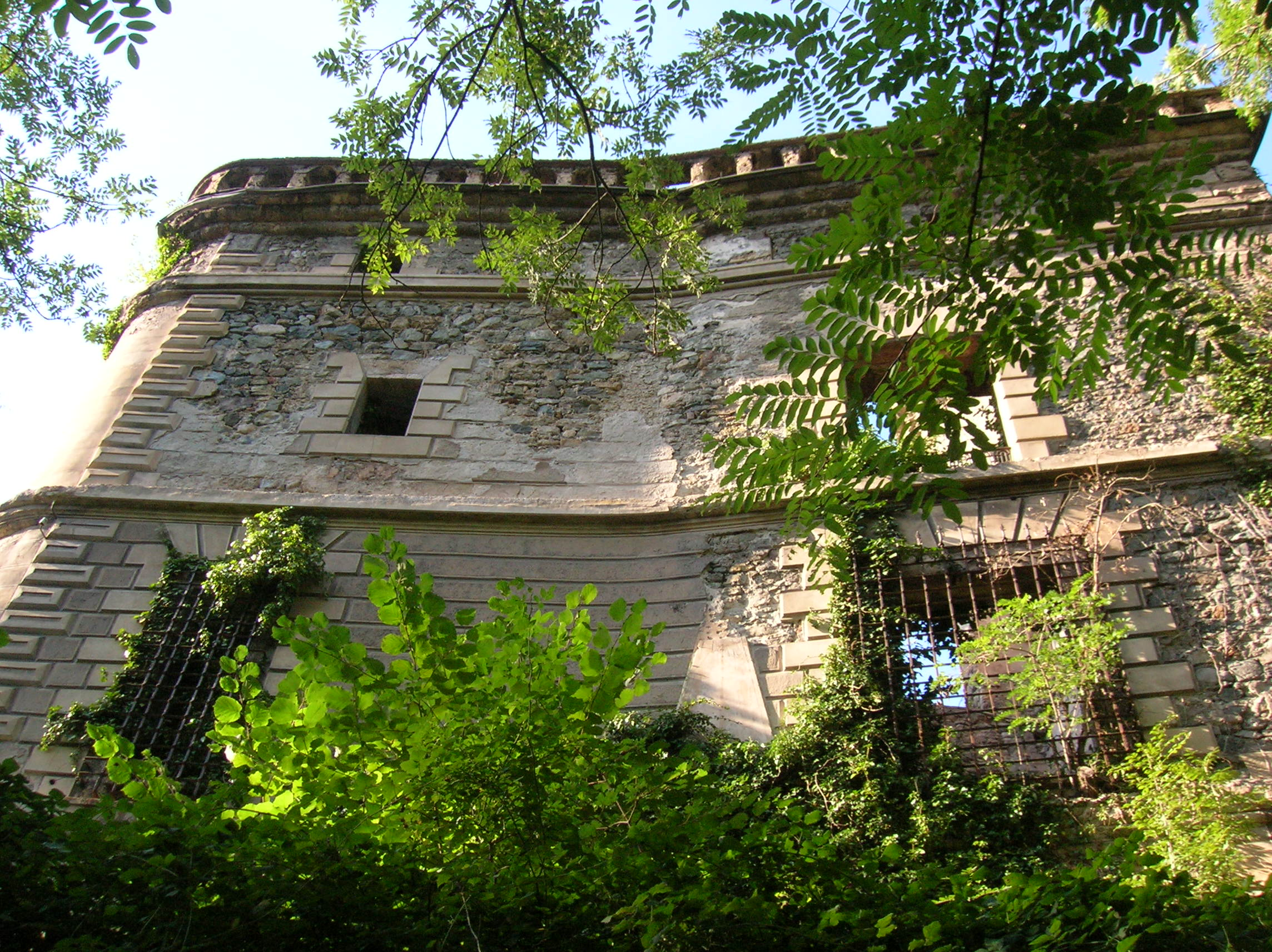
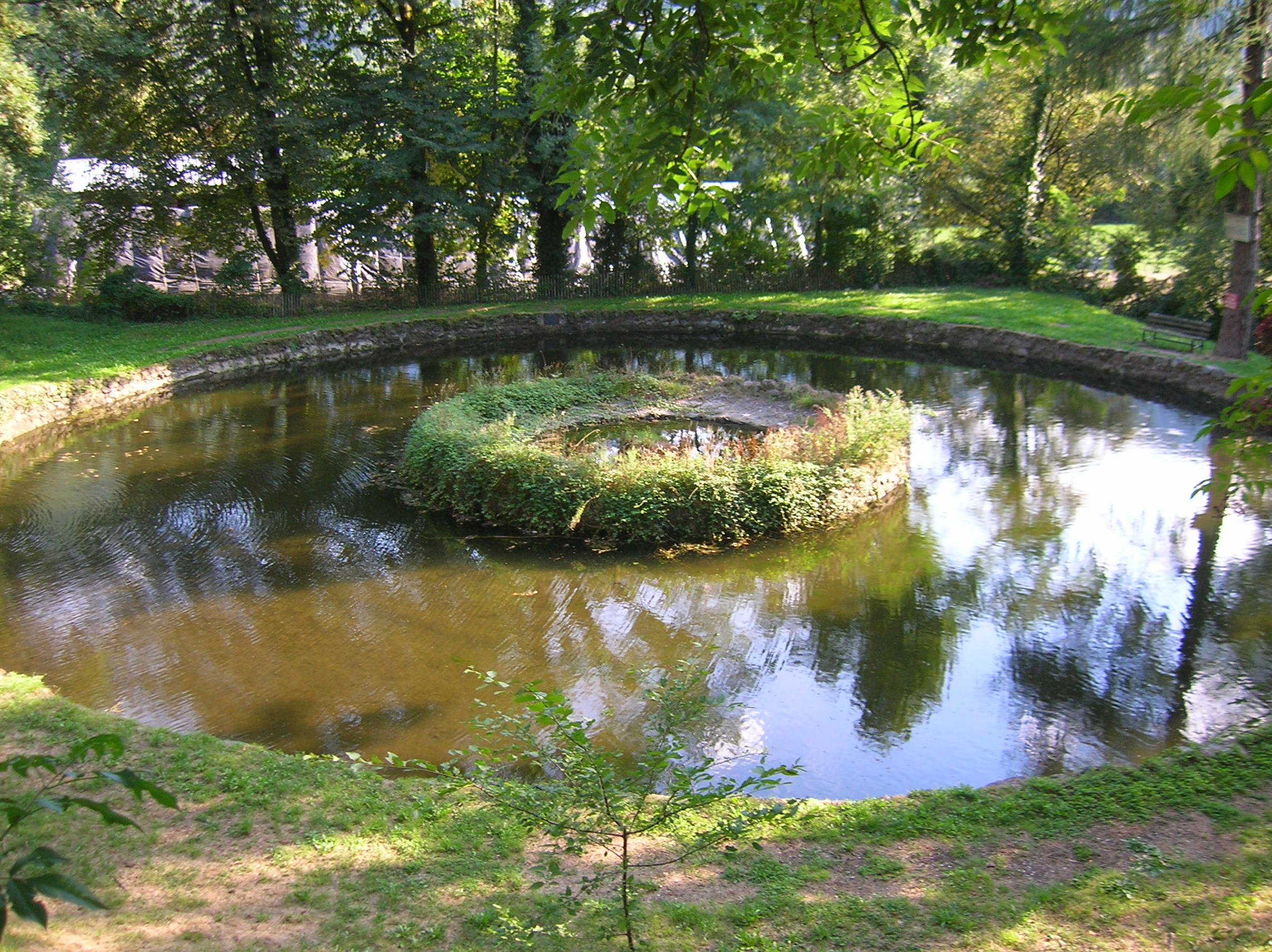
Bassin dans le jardin (2015).
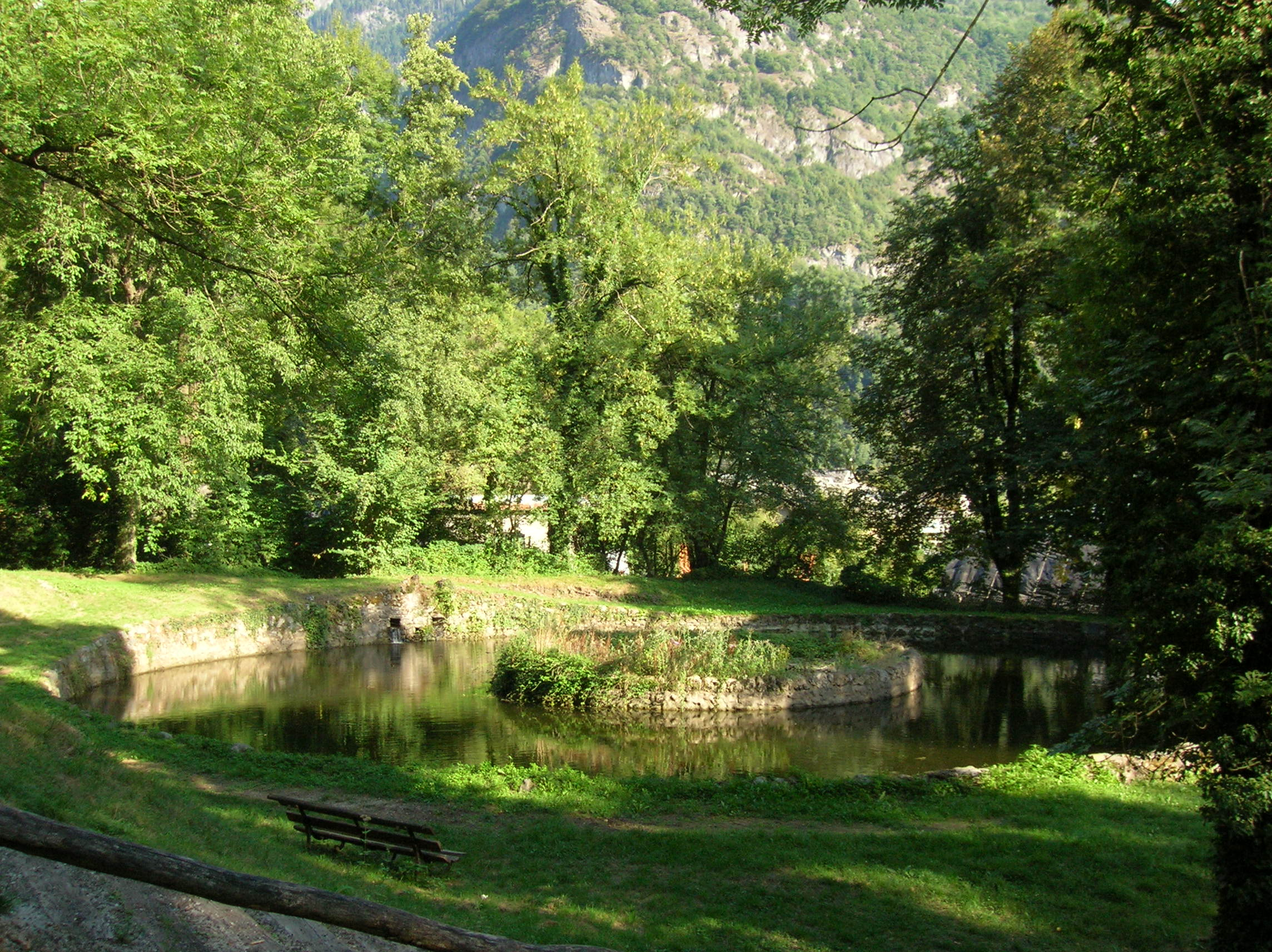
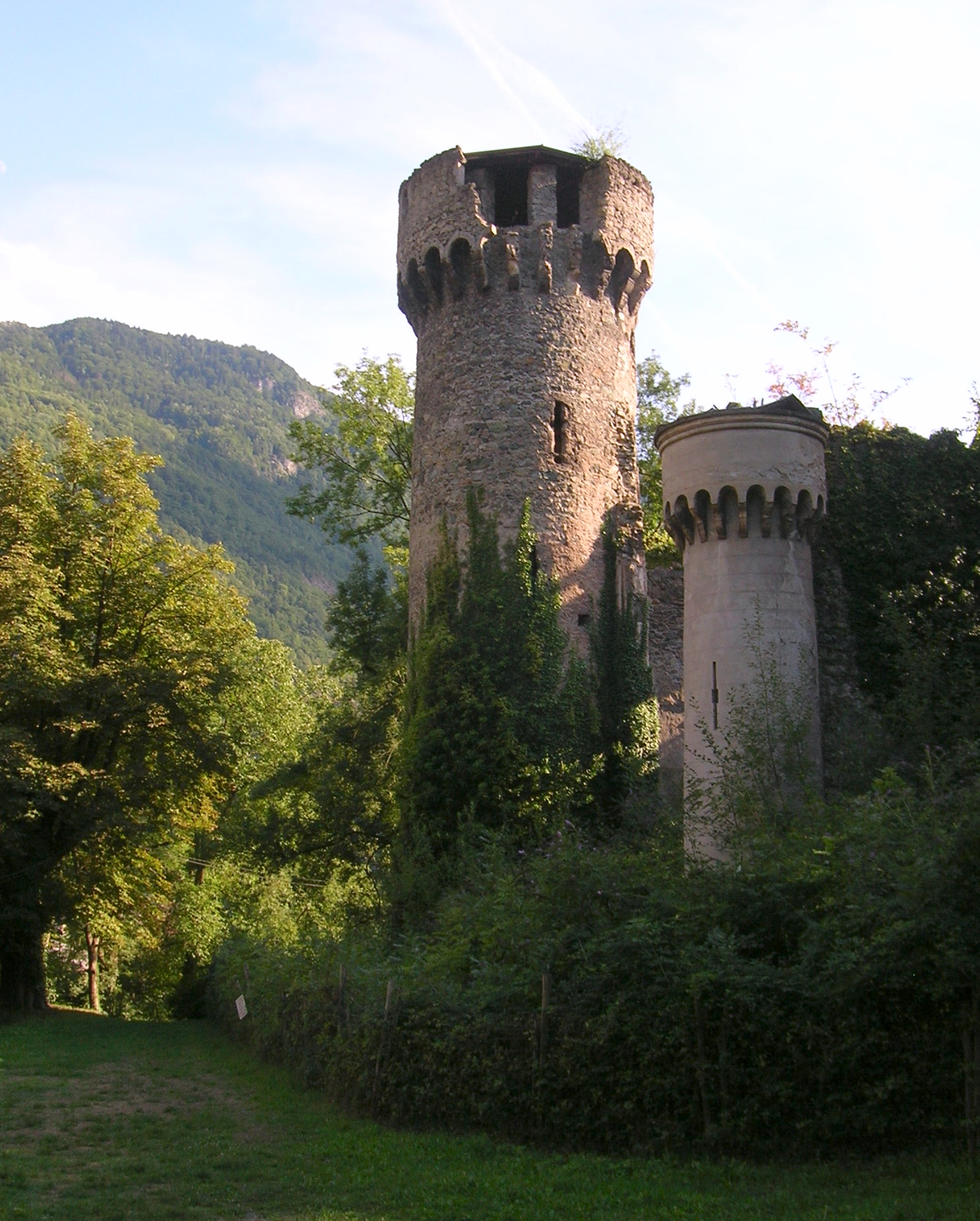
Tour abîmée (2015)
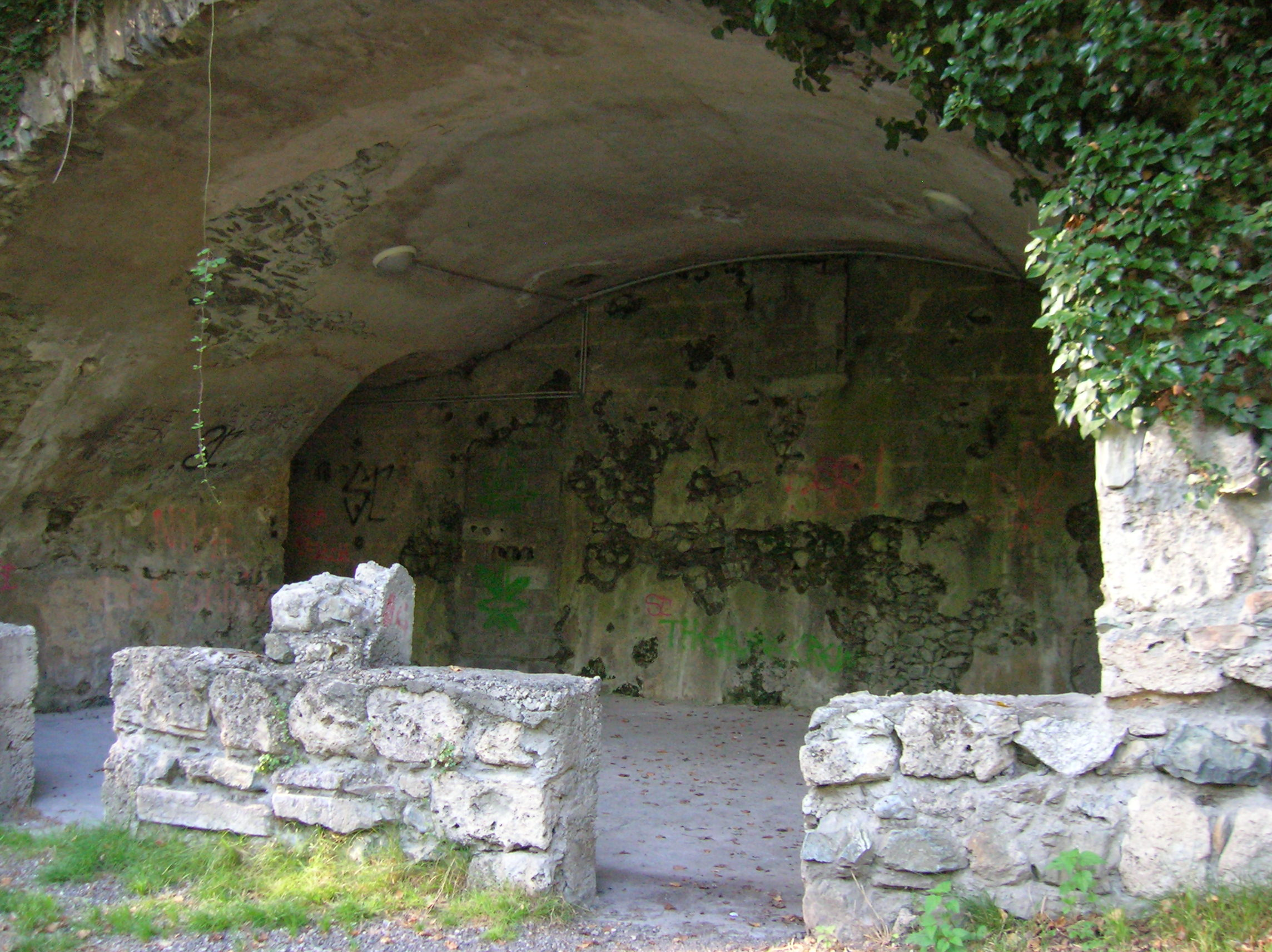
Comme la plupart des châteaux Alleman, Séchilienne disposait de sous-sols et de galeries souterraines...
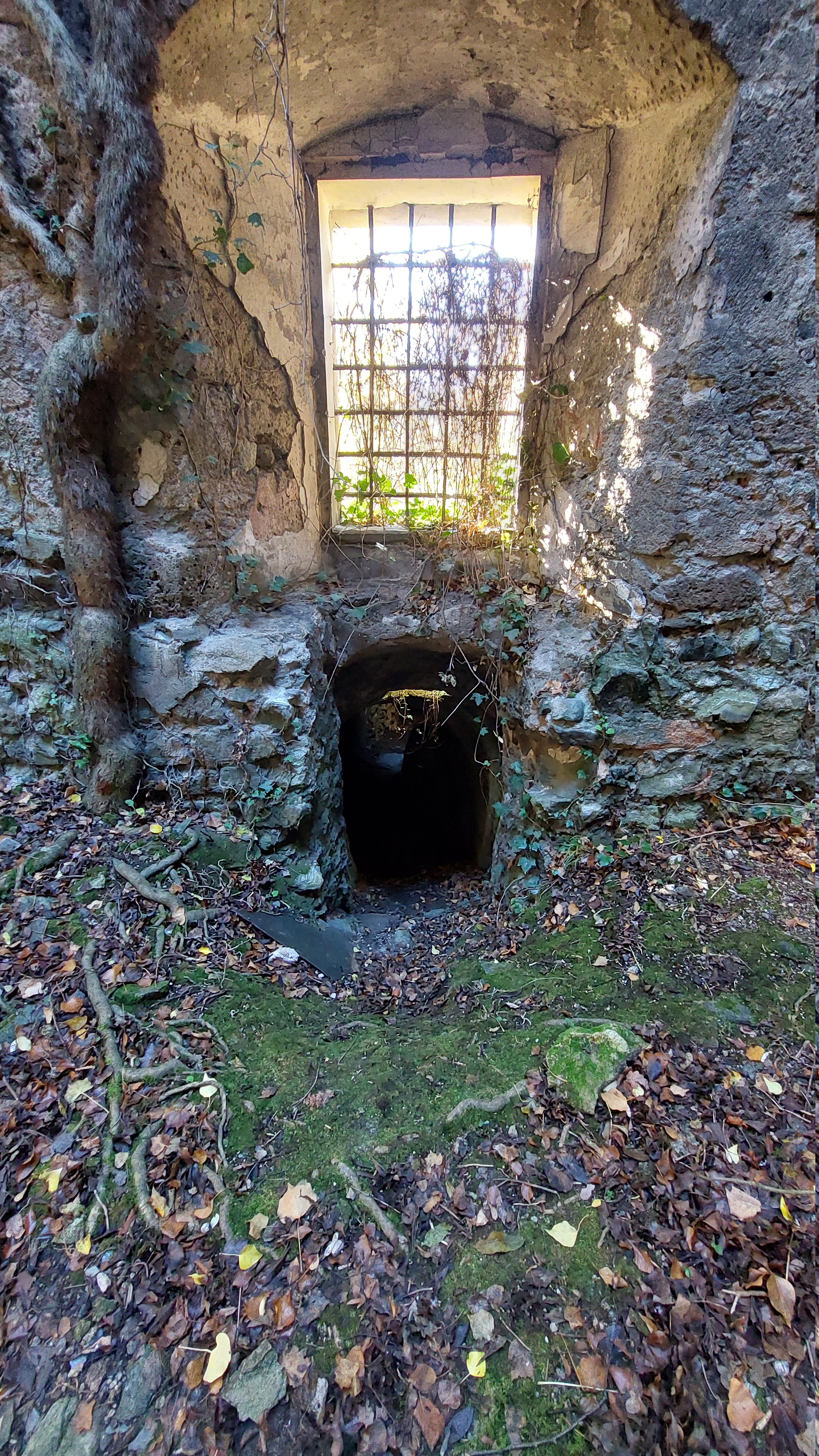
Couloir souterrain situé dans la salle Sud-Ouest du château.
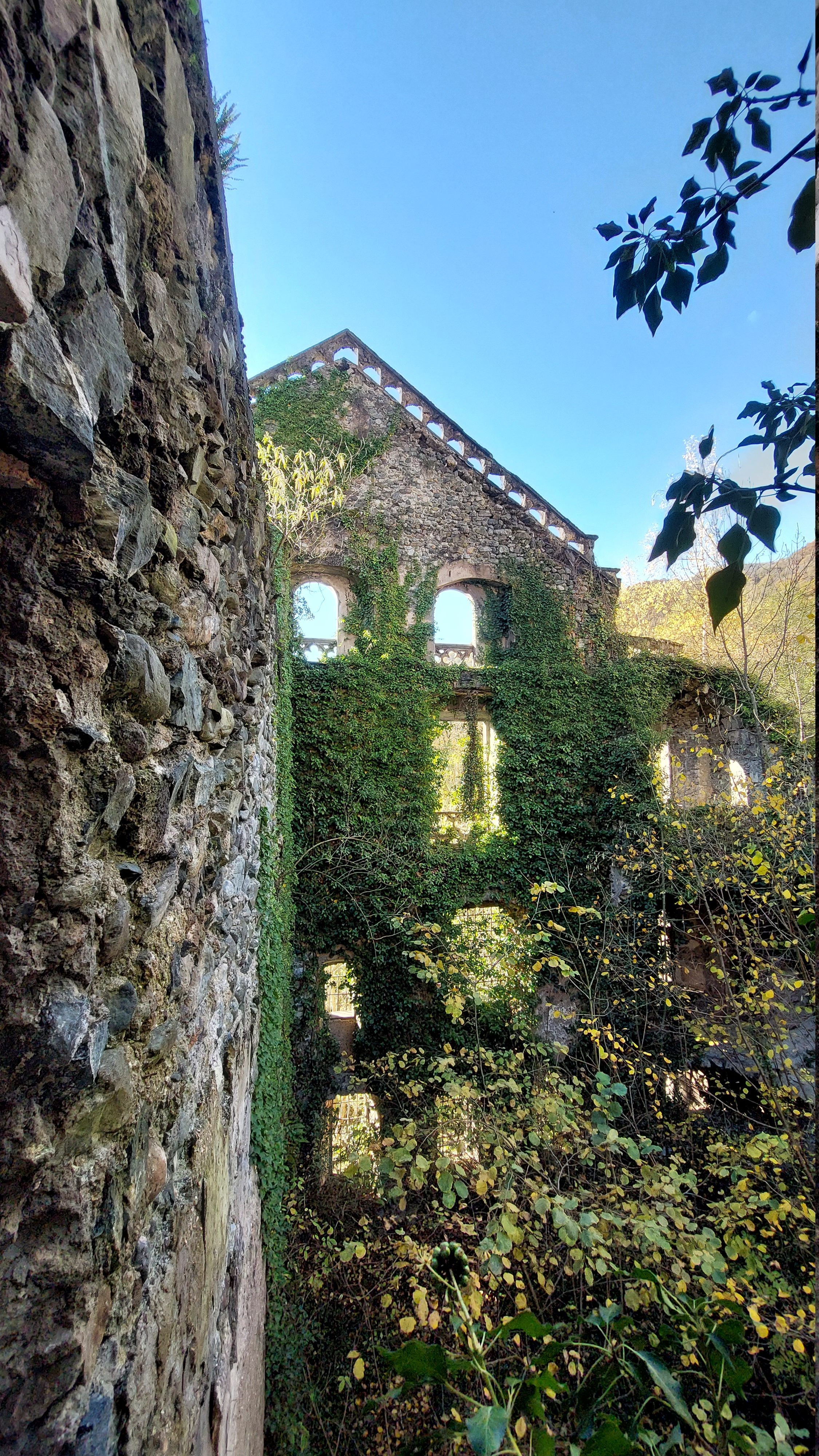
Vue sur la salle principale du château depuis la tour Est.
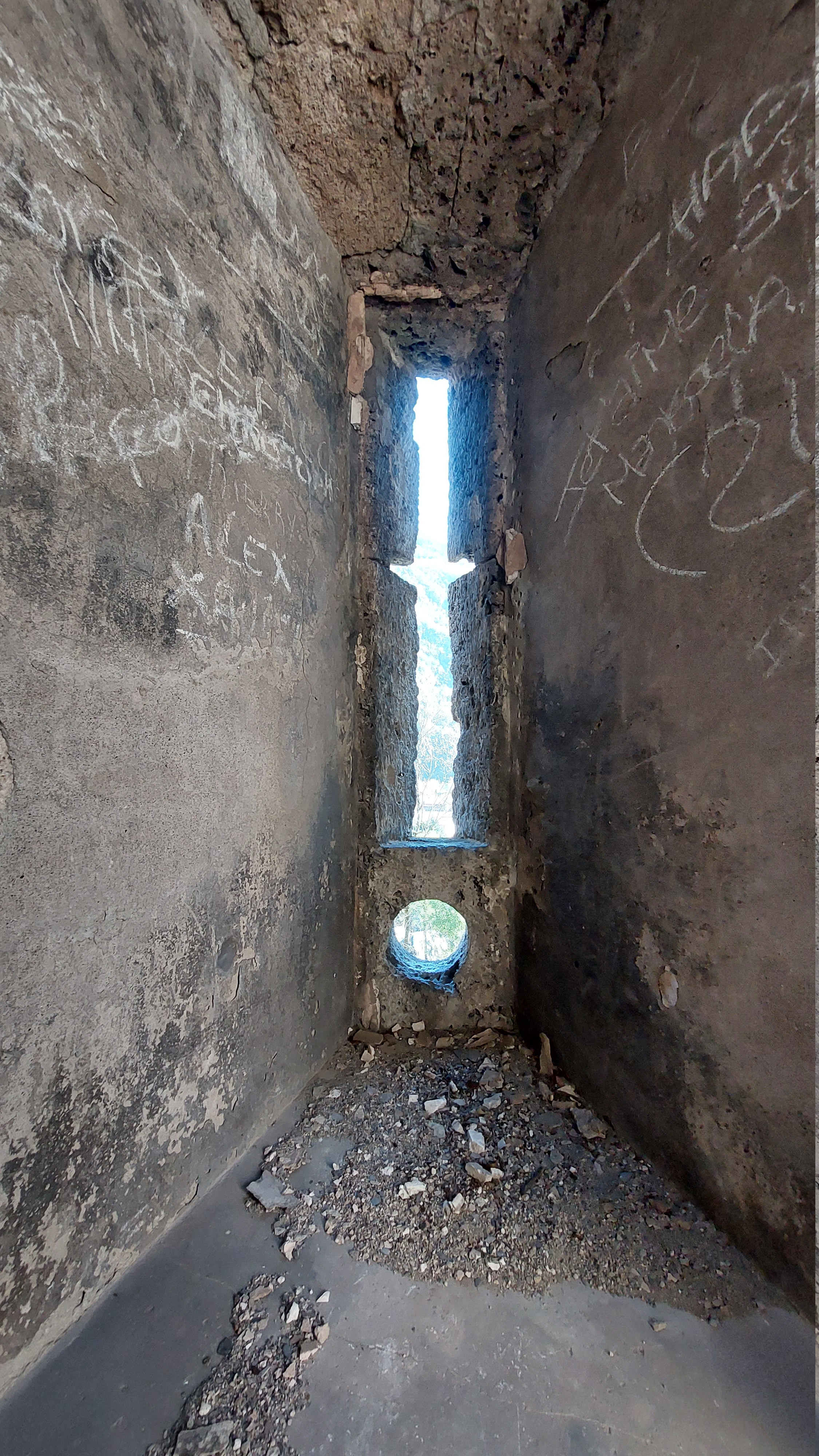
Meurtrière dans la tour Est.
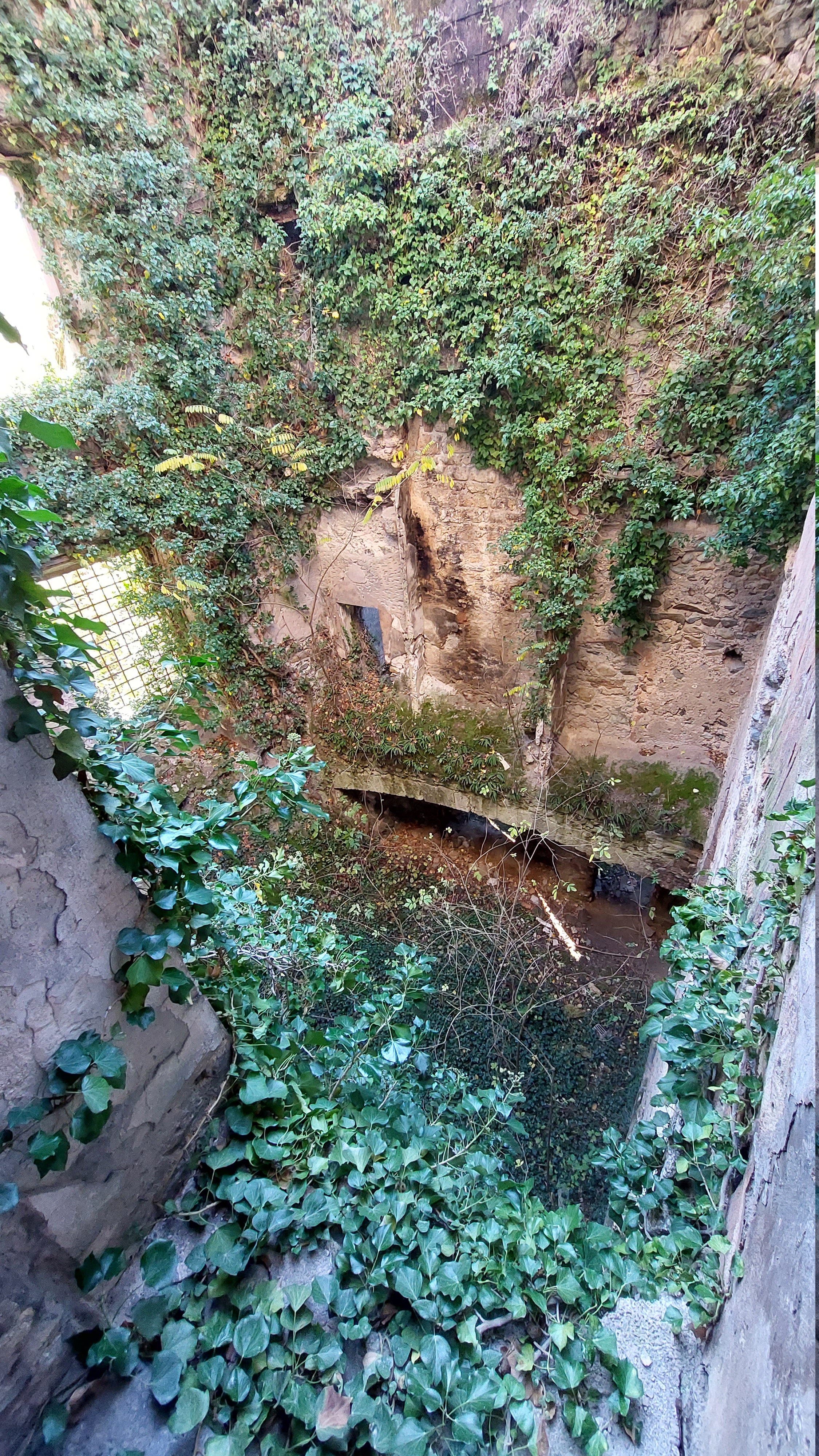
Vue sur les salles du sud depuis la tour Est.
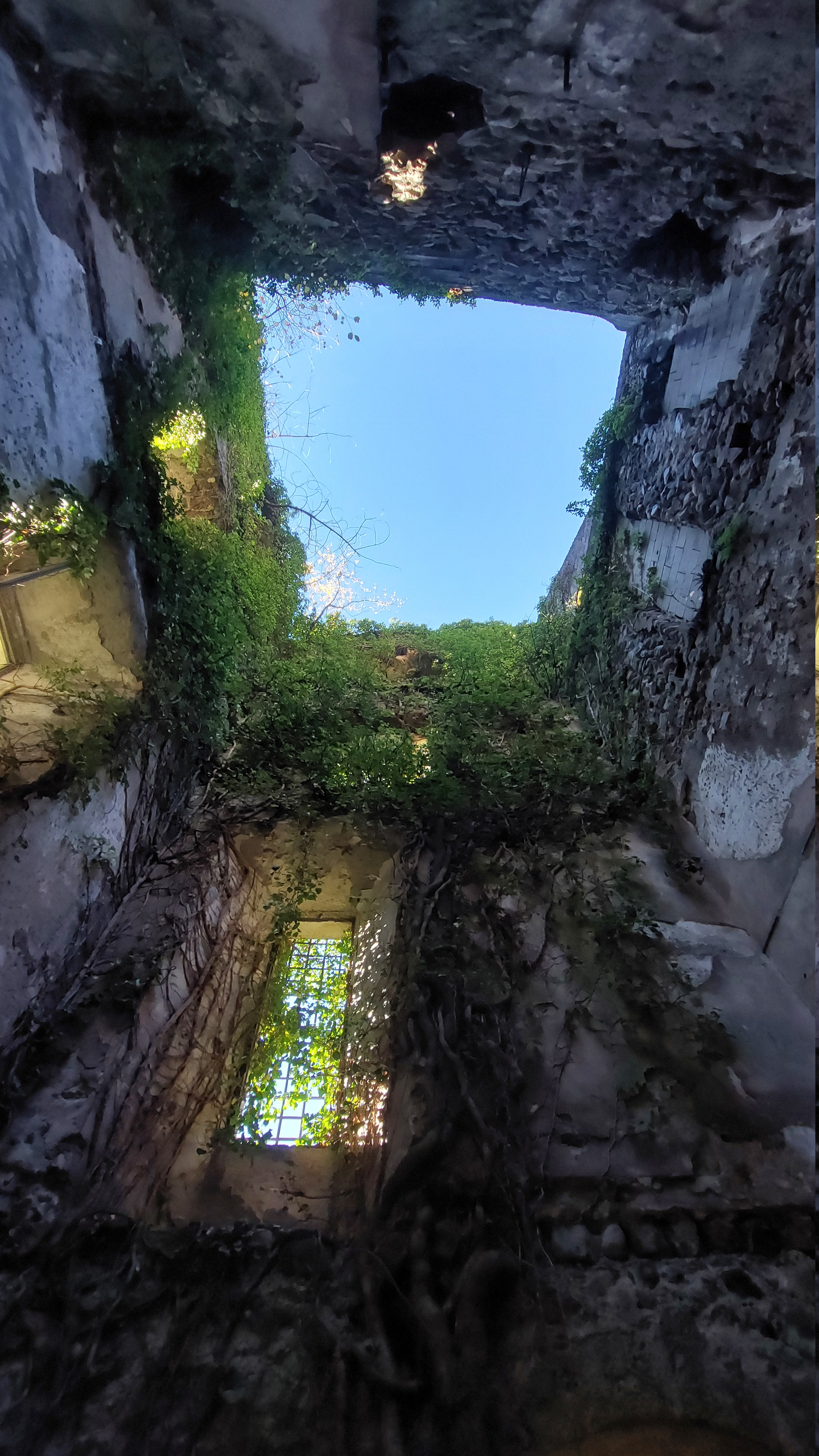
Vue en contre-plongée de la salle Sud-Est du château.
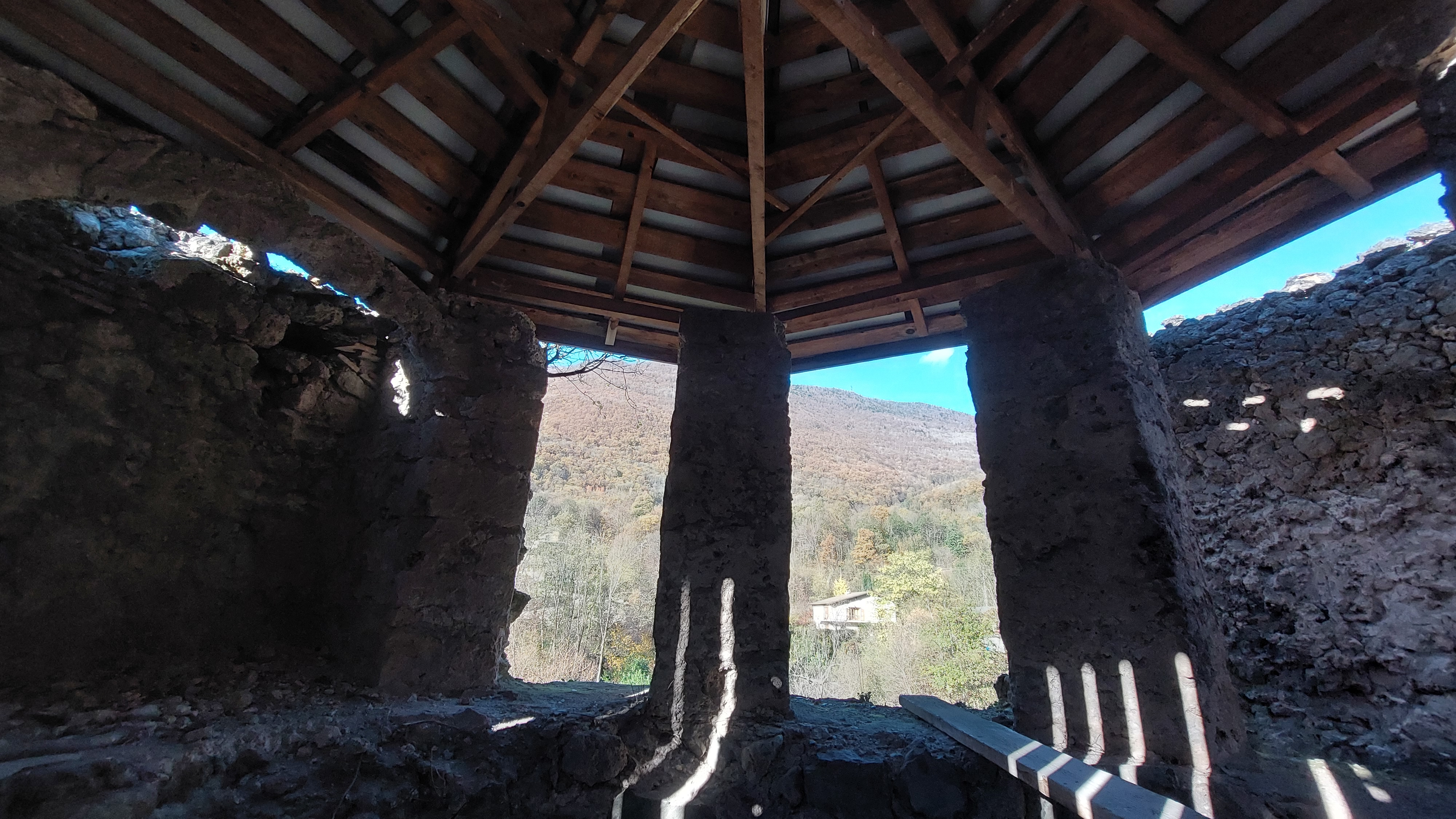
Vue depuis le haut de la tour Est.
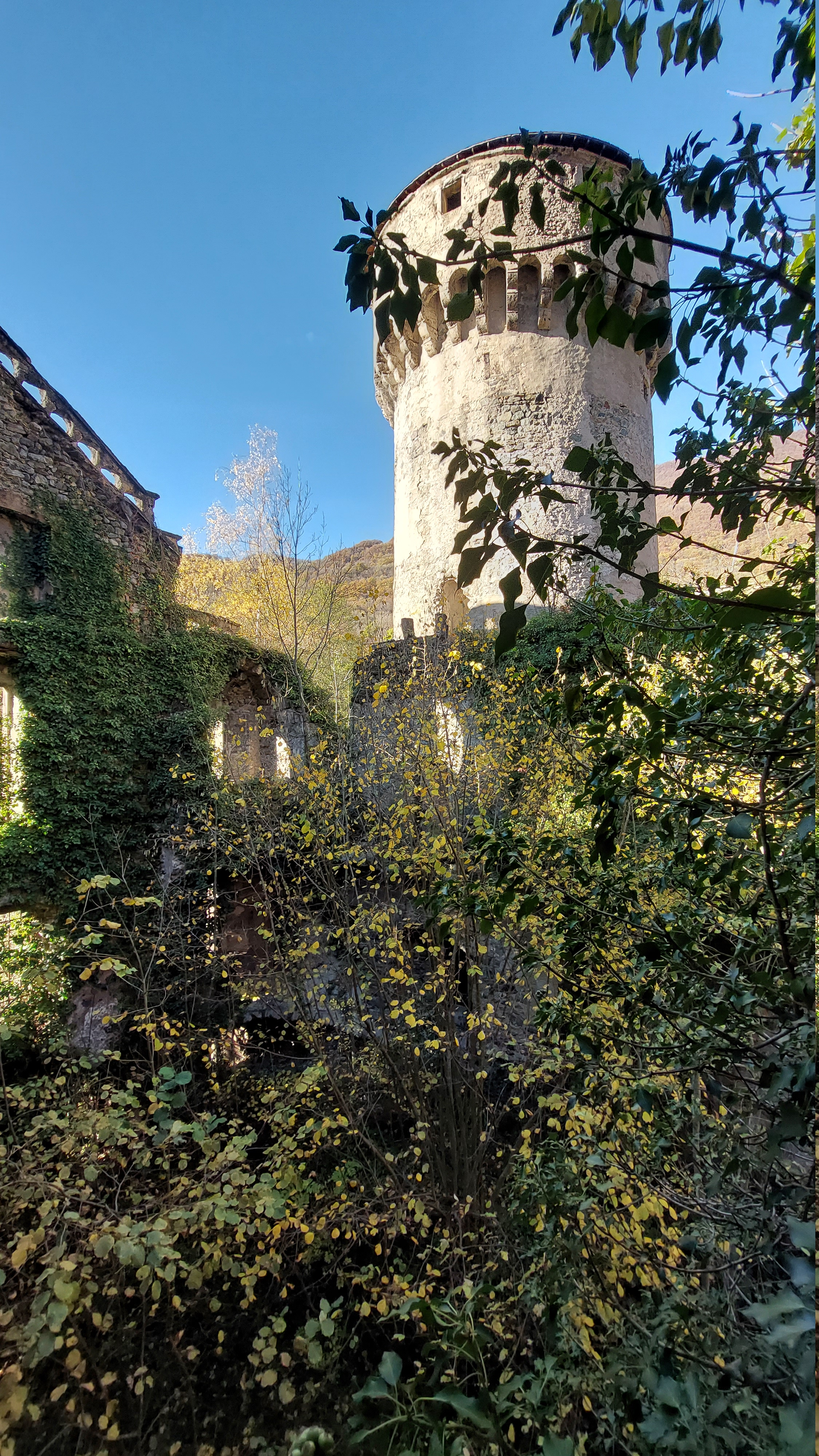
Vue sur la tour Nord depuis la tour Est.